# 中情局虐囚报告
中情局虐囚报告(英語：Committee Study of the Central Intelligence Agency's Detention and Interrogation Program)，是美国国会参议院情报委员会公布的一份关于美国中央情报局人员在小布什总统任期内一系列施加酷刑行为的报告。2014年12月9日释出了摘要版。
报告中指出，中情局使用了所谓强化审讯技巧(英語：enhanced interrogation techniques)，这些手段是由位于华盛顿州的米歇尔杰森联合公司开发，主要由两名并无反恐经验的心理学家设计。这些刑求手段十分多样，包括摑掌、撞牆、拉领口逼问、长时间迫令嫌犯保持非正常姿势审讯、禁止睡眠、在木箱中关禁闭、强制在嫌犯直肠中注水灌食、用布遮住眼睛并在上面灌水以令嫌犯窒息、将嫌犯装入箱中放入虫子等等。报告中称，中情局最初向小布什总统隐瞒了这些手段，直到2006年才报告，但对于反恐并无实质性帮助。
奥巴马上任后禁止了刑求，并称这些手段违背了美国价值。此次事件遭到了聯合國人權官員、國際特赦組織以及多个国家的谴责。